# Claudio Giménez
Catalino Claudio Giménez Medina (ur. 25 listopada 1940 w Puerto Pinasco) – paragwajski duchowny rzymskokatolicki, w latach 1995-2017 biskup Caacupé.

## Życiorys
Święcenia kapłańskie przyjął 15 października 1972. 8 listopada 1991 został mianowany biskupem pomocniczym Asuncion ze stolicą tytularną Horaea. Sakrę biskupią otrzymał 22 grudnia 1991. 3 czerwca 1995 objął rządy w diecezji Caacupé. 29 czerwca 2017 przeszedł na emeryturę.